# Jill (sjö i Antarktis)
Jill är en sjö i Antarktis. Den ligger i Östantarktis. Australien gör anspråk på området. Jill ligger 68 meter över havet.
I övrigt finns följande vid Jill:
- Xichangbai Shan (en kulle)